# Триплатинасамарий
Триплатинасамарий — бинарное неорганическое соединение
платины и самария
с формулой SmPt3,
кристаллы.

## Получение
- Сплавление стехиометрических количеств чистых веществ:

{\displaystyle {\mathsf {3Pt+Sm\ {\xrightarrow {1770^{o}C}}\ SmPt_{3}}}}

## Физические свойства
Триплатинасамарий образует кристаллы
кубической сингонии,
пространственная группа P m3m,
параметры ячейки a = 0,406 нм, Z = 1,
структура типа тримедьзолота AuCu3
.
Соединение образуется по перитектической реакции при температуре ≈1770°С.